# Голямо черногърбо рибарче
Голямото черногърбо рибарче (Megaceryle maxima) е вид едра птица от семейство Cerylidae, разпространена в по-голямата част от Субсахарска Африка.

## Описание
На дължина достига 42 – 46 cm, на главата има голям гребен, а по гърба – бели петна на черен фон. Мъжките имат кафява ивица на гърдите и бял корем, а при женските гърдите са с черна ивица, а коремът е кафяв.

## Класификация
Видът включва два подвида – M. m. maxima в откритите местности и M. m. gigantea в екваториалните гори. Горската форма е по-тъмна, с по-малко петна по гърба и с повече ивици по корема.

## Размножаването
Размножаването протича между август и януари, когато женските снасят 3 до 5 яйца в подземен тунел, издълбан обикновен в бреговете на реки.

## Хранене
Хранят се с ракообразни, риба и жаби, които улавят с гмуркане, като наблюдават плячката си кацнали в близост до водоема.